# Castel di Sangro Calcio 1995-1996
Questa voce raccoglie le informazioni riguardanti il Castel di Sangro Calcio nelle competizioni ufficiali della stagione 1995-1996.

## Stagione
In questa stagione il Castel di Sangro al termine del campionato di Serie C1 (Girone B) ottiene la promozione in Serie B, via play-off. Pietro Fusco dall'attacco viene spostato prima a centrocampo, poi in difesa. Irrobustito da Roberto Alberti Mazzaferro, Giacomo Galli, Salvatore D'Angelo e Pietro Spinosa, il Castel di Sangro conclude il campionato al secondo posto alle spalle del Lecce, e per il secondo anno consecutivo è dunque chiamato a disputare i play-off. Dopo aver eliminato in semifinale il Gualdo, i giallorossi affrontano in finale l'Ascoli allo Stadio Zaccheria di Foggia. Si decide ancora una volta ai rigori. Jaconi, alla fine del secondo supplementare, manda in campo il portiere di riserva Pietro Spinosa, che parerà il rigore decisivo di Manuel Milana. In Coppa Italia Serie C supera nei primi due turni l'Astrea e il Tempio; al terzo turno viene eliminato dalla Juve Stabia.

## Rosa
| N. |                   | Ruolo | Calciatore         |
| -- | ----------------- | ----- | ------------------ |
|    | Italia (bandiera) | P     | Roberto De Juliis  |
|    | Italia (bandiera) | P     | Pietro Spinosa     |
|    | Italia (bandiera) | D     | Antonio Altamura   |
|    | Italia (bandiera) | D     | Davide Cei         |
|    | Italia (bandiera) | D     | Salvatore D'Angelo |
|    | Italia (bandiera) | D     | Pietro Fusco       |
|    | Italia (bandiera) | D     | Massimiliano Gori  |
|    | Italia (bandiera) | D     | Tonino Martino     |
|    | Italia (bandiera) | D     | Pierluigi Prete    |
|    | Italia (bandiera) | C     | Luca Albieri       |
|    | Italia (bandiera) | C     | Claudio Bonomi     |

| N. |                                                                                 | Ruolo | Calciatore                 |
| -- | ------------------------------------------------------------------------------- | ----- | -------------------------- |
|    | Italia (bandiera)                                                               | C     | Edmondo De Amicis          |
|    | Italia (bandiera)                                                               | C     | Domenico De Simone         |
|    | Italia (bandiera)                                                               | C     | Andrea Mazzaferro          |
|    | Italia (bandiera)                                                               | C     | Roberto Alberti Mazzaferro |
|    | Italia (bandiera)                                                               | C     | Paolo Michelini            |
|    | Italia (bandiera)                                                               | C     | Giorgio Minieri            |
|    | Italia (bandiera)                                                               | A     | Francesco Caruso           |
|    | Italia (bandiera)                                                               | A     | Nicola D'Ottavio           |
|    | Italia (bandiera)                                                               | A     | Giacomo Galli              |
|    | [[File:Template:Naz/Ita\|class=noviewer\|Template:Naz/Ita (bandiera)\|20x16px]] | C     | Esposto Paolo              |
|    | Italia (bandiera)                                                               | A     | Ernesto Verolino           |

## Risultati

### Serie C1

#### Girone di andata
| Ischia 27 agosto 1995 1ª giornata | Ischia Isolaverde | 0 – 0 referto | Castel di Sangro | Stadio Vincenzo Mazzella (1 000 spett.)\| Arbitro: \| Bertini (Arezzo) \| |
| Arbitro:                          | Bertini (Arezzo)  |               |                  |                                                                           |

| Castel di Sangro 3 settembre 1995 2ª giornata | Castel di Sangro | 0 – 0 referto | Juventus Stabia | Stadio Teofilo Patini (1 300 spett.)\| Arbitro: \| Fausti (Milano) \| |
| Arbitro:                                      | Fausti (Milano)  |               |                 |                                                                       |

| Arbitro: | Longo (Paola) |

|            |           |  |
| Bonomi 58’ | Marcatori |  |

| Torre Annunziata 17 settembre 1995 4ª giornata | Savoia                | 0 – 0 referto | Castel di Sangro | Stadio Alfredo Giraud (1 316 spett.)\| Arbitro: \| Linfatici (Viareggio) \| |
| Arbitro:                                       | Linfatici (Viareggio) |               |                  |                                                                             |

| Arbitro: | Vendramin (Castelfranco Veneto) |

|            |           |  |
| Bonomi 49’ | Marcatori |  |

| Arbitro: | Capozzi (Vicenza) |

|                     |           |  |
| Altamura 63’ (aut.) | Marcatori |  |

| Arbitro: | Urbano (Carbonia) |

|             |           |                          |
| Martino 14’ | Marcatori | 12’ Mirabelli 54’ Minuti |

| Gualdo Tadino 15 ottobre 1995 8ª giornata | Gualdo           | 0 – 0 referto | Castel di Sangro | Stadio Carlo Angelo Luzi (1 100 spett.)\| Arbitro: \| Rosetti (Torino) \| |
| Arbitro:                                  | Rosetti (Torino) |               |                  |                                                                           |

| Arbitro: | Castellani (Verona) |

|                          |           |  |
| Altamura 80’ Albieri 86’ | Marcatori |  |

| Arbitro: | Manganelli (Milano) |

|  |           |                   |
|  | Marcatori | 44’ (rig.) Bonomi |

| Arbitro: | Guiducci (Arezzo) |

|               |           |  |
| De Amicis 46’ | Marcatori |  |

| Torre del Greco 19 novembre 1995 12ª giornata | Turris           | 0 – 0 referto | Castel di Sangro | Stadio Amerigo Liguori (1 500 spett.)\| Arbitro: \| Paparesta (Bari) \| |
| Arbitro:                                      | Paparesta (Bari) |               |                  |                                                                         |

| Arbitro: | Sirotti (Forlì) |

|                                 |           |          |
| Caruso 8’, 29’ Galli 32’ (rig.) | Marcatori | 38’ Zago |

| Sora 3 dicembre 1995 14ª giornata | Sora                         | 0 – 0 referto | Castel di Sangro | Stadio Claudio Tomei (2 000 spett.)\| Arbitro: \| Zaltron (Bassano del Grappa) \| |
| Arbitro:                          | Zaltron (Bassano del Grappa) |               |                  |                                                                                   |

| Arbitro: | Acronzio (Teramo) |

|           |           |  |
| Prete 51’ | Marcatori |  |

| Arbitro: | Pizzini (Verona) |

|               |           |                    |
| Napolioni 65’ | Marcatori | 14’ (aut.) R. Sala |

| Arbitro: | Strazzera (Trapani) |

|              |           |  |
| Altamura 85’ | Marcatori |  |

#### Girone di ritorno
| Arbitro: | Cito (Nichelino) |

|                |           |  |
| Galli 28’, 59’ | Marcatori |  |

| Arbitro: | Apricena (Firenze) |

|                 |           |               |
| Bertuccelli 53’ | Marcatori | 48’ De Amicis |

| Arbitro: | Linfatici (Viareggio) |

|           |           |                       |
| Di Dio 5’ | Marcatori | 5’ Galli 47’ Verolino |

| Arbitro: | Castellani (Verona) |

|                     |           |                                           |
| Fusco 20’ Galli 27’ | Marcatori | 24’ Ambrosino 59’ (aut.) Cei 66’ Baldieri |

| Arbitro: | Preschern (Mestre) |

|                   |           |  |
| Mazzeo 62’ (rig.) | Marcatori |  |

| Castel di Sangro 25 febbraio 1996 23ª giornata | Castel di Sangro           | 0 – 0 referto | Atletico Catania | Stadio Teofilo Patini\| Arbitro: \| Cardella (Torre del Greco) \| |
| Arbitro:                                       | Cardella (Torre del Greco) |               |                  |                                                                   |

| Arbitro: | Piretti (Ravenna) |

|                                               |           |         |
| De Juliis 10’ (aut.) Franco 70’ Mirabelli 87’ | Marcatori | 28’ Cei |

| Arbitro: | Manganelli (Milano) |

|                      |           |          |
| Galli 38’ Caruso 50’ | Marcatori | 5’ Serra |

| Arbitro: | Alban (Bassano del Grappa) |

|                               |           |  |
| Cianciotta 38’ Deruggiero 50’ | Marcatori |  |

| Arbitro: | Baglioni (Prato) |

|                         |           |                  |
| Bonomi 67’ Verolino 72’ | Marcatori | 30’, 76’ Cortesi |

| Casarano 7 aprile 1996 28ª giornata | Casarano      | 0 – 0 referto | Castel di Sangro | Stadio Giuseppe Capozza\| Arbitro: \| Longo (Paola) \| |
| Arbitro:                            | Longo (Paola) |               |                  |                                                        |

| Arbitro: | Pirrone (Messina) |

|                                                         |           |                     |
| Galli 6’, 44’, 66’ Michelini 29’ Martino 60’ Caruso 80’ | Marcatori | 57’, 62’ De Carolis |

| Arbitro: | Ayroldi (Molfetta) |

|             |           |                          |
| Geraldi 32’ | Marcatori | 46’ Michelini 71’ Caruso |

| Castel di Sangro 5 maggio 1996 31ª giornata | Castel di Sangro        | 0 – 0 referto | Sora | Stadio Teofilo Patini\| Arbitro: \| Pin (Conegliano Veneto) \| |
| Arbitro:                                    | Pin (Conegliano Veneto) |               |      |                                                                |

| Arbitro: | Sirotti (Forlì) |

|                 |           |                         |
| Manganiello 76’ | Marcatori | 5’ Verolino 30’ Martino |

| Arbitro: | Tripaldi (Potenza) |

|         |           |  |
| Cei 78’ | Marcatori |  |

| Arbitro: | Rossi (Forlì) |

|                    |           |             |
| Putelli 73’ (rig.) | Marcatori | 5’ Verolino |

#### Play-off
| Arbitro: | Strazzera (Trapani) |

|           |           |  |
| Serra 84’ | Marcatori |  |

| Arbitro: | Preschern (Mestre) |

|              |           |  |
| D'Angelo 90’ | Marcatori |  |

| Arbitro: | Sirotti (Forlì) |

|                                                                 |                      |                                                        |
| Fiorentini Menolascina Rossi Mirabelli Minuti Furlanetto Milana | Tiri di rigore 5 – 6 | Albieri Bonomi Alberti Prete Michelini De Amicis Fusco |

### Coppa Italia Serie C
| Roma 20 agosto 1995 Primo turno - andata | Astrea | 2 – 1 | Castel di Sangro | Stadio Casal del Marmo |

| Castel di Sangro 30 agosto 1995 Primo turno - ritorno | Castel di Sangro | 3 – 1 | Astrea | Stadio Teofilo Patini |

| Tempio Pausania 13 settembre 1995 Secondo turno - andata | Tempio | 1 – 3 | Castel di Sangro | Stadio Nino Manconi |

| Castel di Sangro 27 settembre 1995 Secondo turno - ritorno | Castel di Sangro | 2 – 2 | Tempio | Stadio Teofilo Patini |

| Castel di Sangro 1º novembre 1995 Terzo turno - andata | Castel di Sangro | 2 – 3 | Juventus Stabia | Stadio Teofilo Patini |